# Schlehenmühle (Bayreuth)
Schlehenmühle ist ein Gemeindeteil der kreisfreien Stadt Bayreuth in Oberfranken. Schlehenmühle liegt in der Gemarkung Wolfsbach.

## Geografie
Die Einöde liegt am linken Ufer des Roten Mains. Ein Anliegerweg führt zu einer Gemeindeverbindungsstraße (0,3 km westlich), die westlich nach Wolfsbach zur Bundesstraße 2 bzw. östlich nach Schlehenberg verläuft, das am rechten Ufer des Roten Mains der Schlehenmühle direkt gegenüber liegt.

## Geschichte
Die Müller, die auf der Schlehenmühle saßen, lassen sich ab 1497 identifizieren.
Gegen Ende des 18. Jahrhunderts bestand Schlehenmühle aus einem Anwesen. Die Hochgerichtsbarkeit stand dem bayreuthischen Stadtvogteiamt Creußen zu. Das Hofkastenamt Bayreuth war Grundherr der Mühle. Schlehenmühle gehörte zur Realgemeinde Wolfsbach und erhielt des Haus–Nr. 2 dieses Ortes.
Von 1797 bis 1810 unterstand der Ort dem Justiz- und Kammeramt Pegnitz. Mit dem Gemeindeedikt wurde Schlehenmühle dem 1812 gebildeten Steuerdistrikt Oberkonnersreuth und der im gleichen Jahr gebildeten Ruralgemeinde Wolfsbach zugewiesen. Am 1. Mai 1978 wurde Schlehenmühle im Zuge der Gebietsreform in Bayern nach Bayreuth eingemeindet.
Das heutige Gebäude der Schlehenmühle wurde 1902 gebaut, die Mühle mit modernen Maschinen ausgestattet. 1982 wurde die Schlehenmühle stillgelegt.

### Einwohnerentwicklung
| Jahr      | 001822 | 001861 | 001871 | 001885 | 001900 | 001925 | 001950 | 001961 | 001970 | 001987 |
| Einwohner | 12     | 12     | 9      | 8      | 8      | 7      | 11     | 6      | 6      | 4      |
| Häuser    | 2      |        |        | 2      | 2      | 1      | 2      | 1      |        | 1      |
| Quelle    | [ 6 ]  | [ 8 ]  | [ 9 ]  | [ 10 ] | [ 11 ] | [ 12 ] | [ 13 ] | [ 14 ] | [ 15 ] | [ 1 ]  |

## Religion
Schlehenmühle ist seit der Reformation evangelisch-lutherisch geprägt und nach St. Johannis gepfarrt.